# Yenokavan
Enokavan là một đô thị thuộc tỉnh Tavush, Armenia. Dân số ước tính năm 2011 là 520 người.